# Trine 2
Trine 2 (с англ. — «Тройка 2») — компьютерная игра - сайд-скроллер, разработанная финской компанией Frozenbyte и выпущенная Atlus для игровых приставок PlayStation 3, PlayStation 4, Xbox 360, Nintendo Switch и Wii U, а также персональных компьютеров под управлением ОС Windows и Mac OS X в декабре 2011 года, а для Linux в марте 2012 года. Игра является сиквелом Trine. В Trine 2 появилась возможность играть в кооперативе одновременно трём игрокам за уже классические классы мага, воровку и рыцаря. Director's Cut вышло в eShop для Nintendo Wii U в день выхода консоли для всех регионов, кроме Японии и Австралии. В 2013 году вышла и для PlayStation 4 в Северной Америке и Европе. 13 февраля 2019 года было объявлено о выходе портированной версии игры для Nintendo Switch 18 февраля 2019 года.

## Игровой процесс

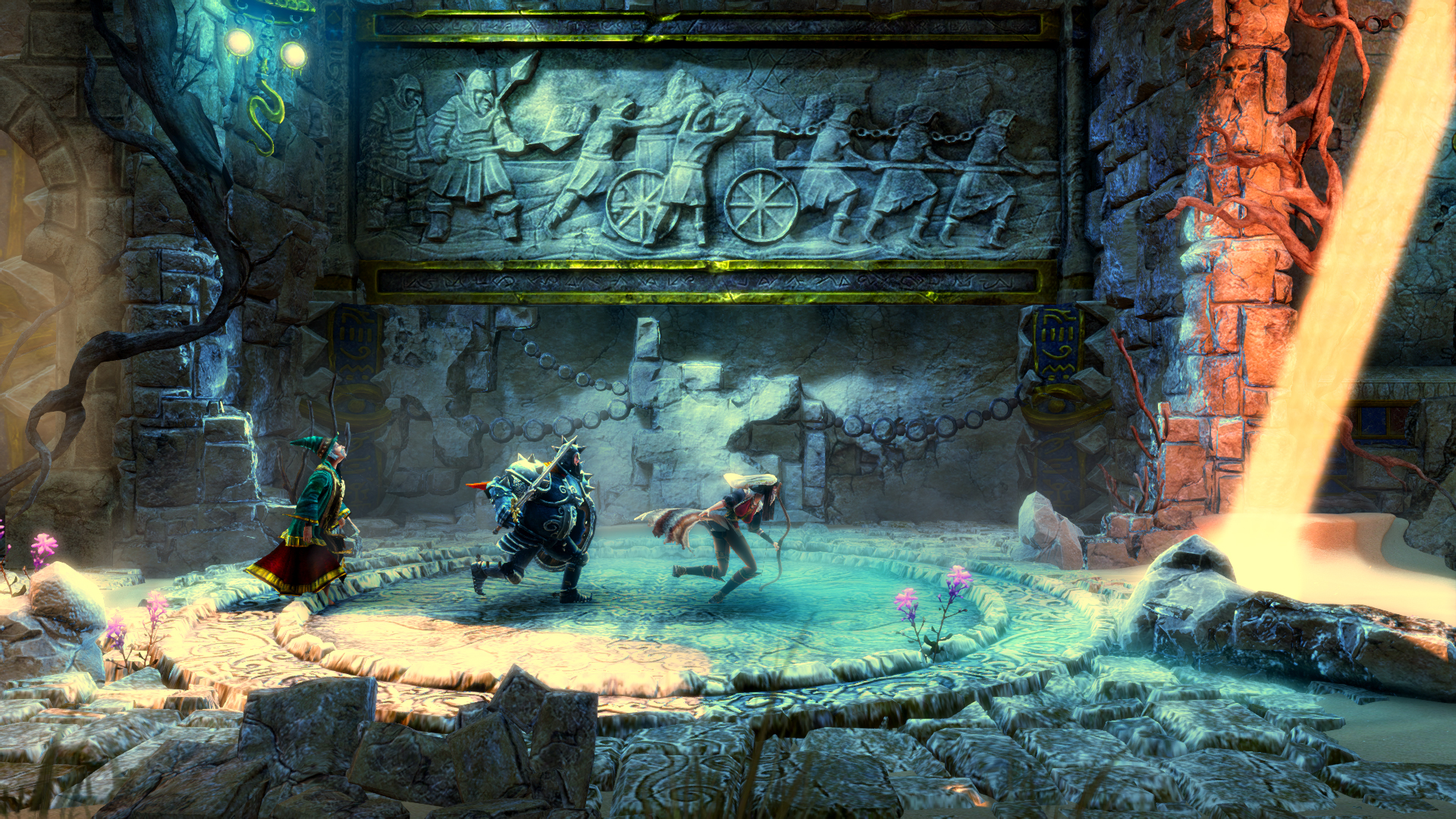
Главные герои игры: Амадей, Понтий и Зоя

Trine 2 — это двухмерный платформер, в котором игрок управляет тремя игровыми персонажами (воровкой Зоей, волшебником Амадеем и рыцарем Понтием), решает физические головоломки и сражается с врагами.
В однопользовательском режиме игрок управляет только одним персонажем, но в любой момент может переключиться на любого из оставшихся двух. Для решения головоломок игроку необходимо задействовать умения каждого персонажа: Зоя умеет зацепляться за деревянные поверхности крюком и в качестве оружия использует лук и стрелы; рыцарь Понтий имеет в своем распоряжении щит, меч и молот и по этой причине эффективен в сражениях; волшебник Амадей с помощью магии умеет создавать ящики и доски, а также поднимать в воздух некоторые предметы, что помогает для решения некоторых головоломок.
У каждого персонажа есть свой показатель здоровья, и если персонаж погибнет, то игрок не сможет воспользоваться им до ближайшей контрольной точки. Если погибнут все персонажи, то игра начнётся с ближайшей контрольной точки. На всех уровнях разбросаны магические флаконы. Собрав 50 таких флаконов, игрок получает очки таланта, которые распределяются на изучение персонажами различных и уникальных умений.
В отличие от первой части, в игре нет артефактов, дающих пассивные навыки. Вместо них в сундуках можно найти различные стихи и коллекционные картинки, помогающие понять историю. Другим отличием является отсутствие показателя маны у Амадея.

## Сюжет игры

### Основная кампания
Trine 2 начинается через несколько лет после восстановления королевства в прошлой части серии. Сначала, Амадей просыпается после долгой ночи в попытках выучить заклинание огненного шара. Странный свет появляется около него и манит его за собой. Любопытство победило страх всё ещё настороженного волшебника, и он последовал за этим светом, который оказался самой Тройкой. Вскоре появляется Понтий, которого Тройка уже вызвала после защиты крестьянских ферм от магически разросшегося винограда. Волшебник отговаривается тем, что не может оставить жену и детей, но рыцарь убеждает его в том, что он должен идти. После объединения с Зоей Тройка начинает приключение отправив их в таинственную глушь, которую раньше никто не видел.

Троица героев бросилась действовать, но вскоре подверглась атаке банды гоблинов. По пути они встретили говорящий цветок, которому помогли найти сестру на другом конце леса. Пока персонажи продвигались по лесу, таинственная фигура, названная гоблинами «Ведьмой», следила за их прогрессом. Трио попало в окаменелое дерево, которое Амадей посчитал домом этой «Ведьмы». После преодоления нескольких ловушек для гоблинов они наконец-то встретили эту таинственную персону. Ею оказалась королева Розабель, которая попросила героев помочь очиститель королевство от всего зла, что свалилось на него, на что они охотно согласились. В том числе и посещение некогда очаровательного замка, сейчас являющимся обиталищем Короля Гоблинов. После очистки замка Зоя убеждает группу осмотреться и поискать сокровища.
Моя сестра красотка,
А я всю жизнь дурнушка.
Но мне быть королевой,
А ей — лежать в гнилушках.
Через серию записок по всему миру раскрывается историю двух сестёр – Розабель и Изабель. Начинаются они, когда им было по восемь-девять лет и они были достаточно близки. Они обе были одарены магией, но через несколько лет Изабель стала получать больше внимания, лучшие подарки и была выбрана королевой. Розабель, видевшая как её сестра получает больше внимания и увеличивает свой статус, становилась завистливой и мстительной. На свой день рождения сестра пригласила Изабель на «сюрприз», где, отведя её в секретное место, в котором они играли, будучи детьми, заключила её под зачарованным деревом в непрерывный сон. Лес стал похищать магические силы Изабель, что и стало причиной превращения животных и растений. Из-за нарушения баланса гоблины смогли захватить королевство. После того, как Розабель увидела героев и Тройку, она решила использовать артефакт, чтобы спасти Изабель и восстановить королевство.
Герои наконец поняли, что Изабель удерживается силой и решили пойти против её сестры. После безуспешных попыток получить Тройку от героев, их заключили в гоблинские подземелья. Они быстро сбежали оттуда, а по пути услышали разговор гоблинов о том, что лес разросся до их родины, а эти монстры планируют напасть. С помощью её магической силы Изабель они вернулись к древу-дому Розабель путешествую через лес. Победив ручного дракона, который должен был забрать тройку у героев, они добрались до Розабель. Она упала в озеро, но Изабель, пробудившаяся от сна отправилась спасать сестру, несмотря на всё, что произошло. Неизвестно, выжила ли Розабель, но её сестра благодарит героев, а Тройка возвращает героев в лес, где и началось приключение. Игра заканчивается рассказами историй у костра с сидящими вокруг Амадеем, Понтием и Зоей перед отправкой домой. История сестёр осталась недосказанной, хотя понятно, что с магией Изабель лес и всё королевство, как и родина героев, вскоре восстановятся.

### Goblin Menace

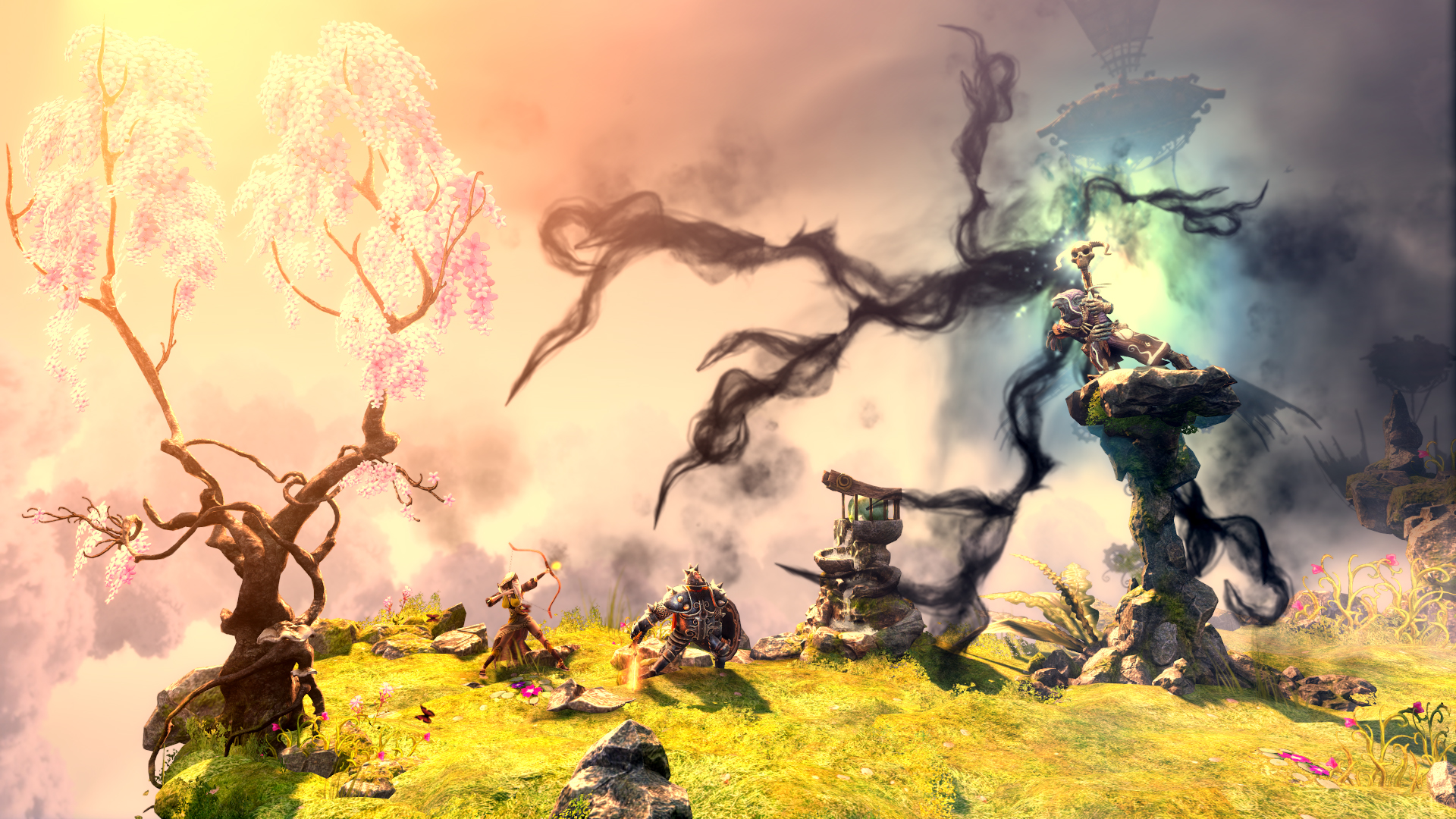
Зоя и Понтий сражаются с шаманом в главе «Остратова в облаках» из Goblin Menace

В полной истории, гоблины также похищают жену волшебника Амадея, освобождению которой посвящена последующая кампания Goblin Menace.

## Разработка и выход игры

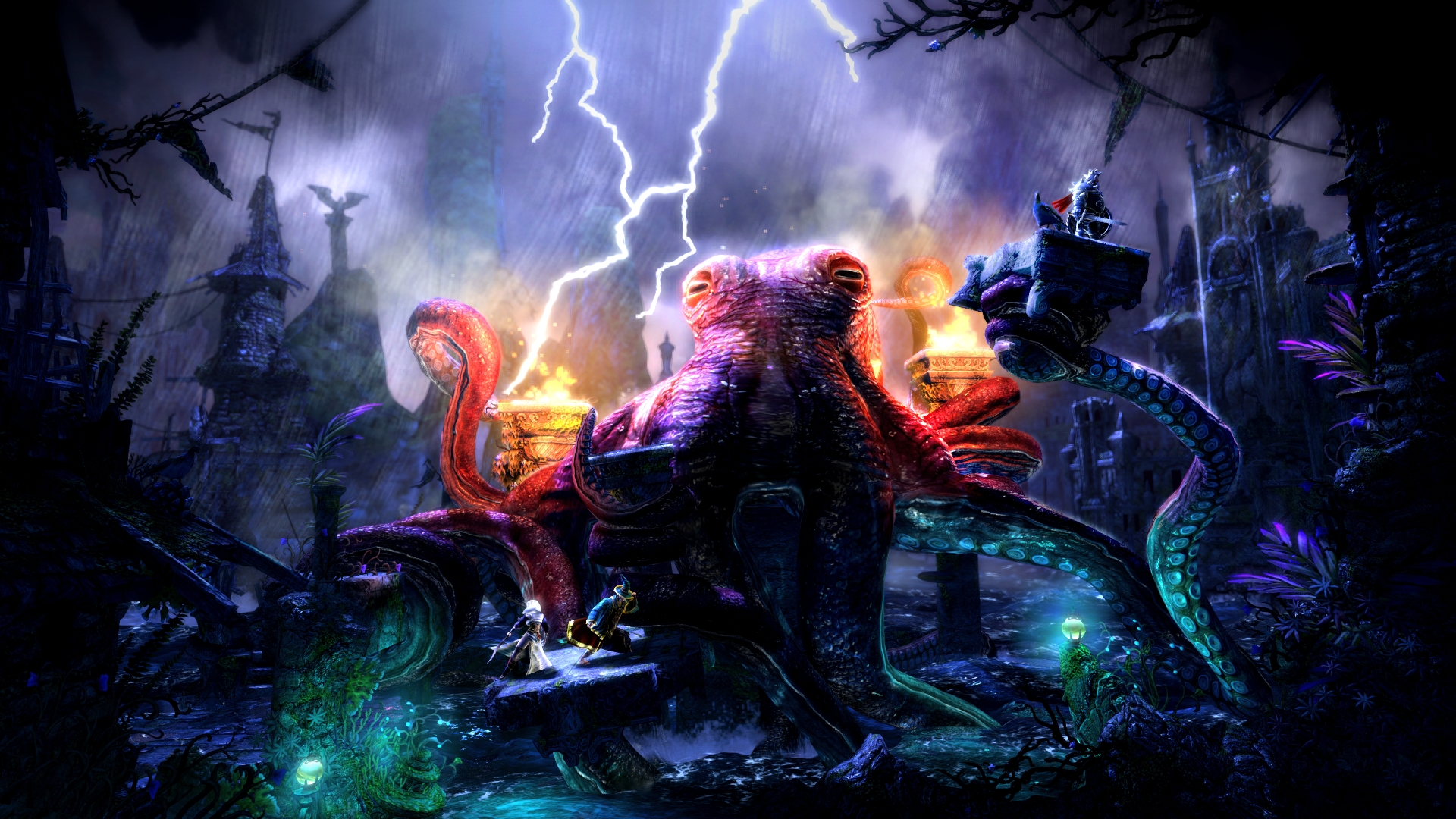
Ранний кадр из игры. На картинке герои перепрыгивают через платформы, удерживаемые гигантским осьминогом

Trine 2 была анонсирована на выставке E3 в июне 2010 года. Вместе с анонсом стало известно об онлайн-кооперативе. На выставке демонстрировался тизер-трейлер игры. Первоначальная дата выхода была запланирована на весну 2011 года.
В августе 2010 года директор Frozenbyte Лаури Хуваринен (англ. Lauri Hyvarinen) в интервью GameSpot сообщил, что игровой движок претерпел значительные изменения: были улучшены тени и освещение, добавлены новые шейдеры, переделаны все эффекты частиц, модели, текстуры и анимация.
В ноябре 2010 года стало известно, что Trine 2 будет портирована на Linux. Версия GNU/Linux выйдет в течение года после основного релиза.
В марте 2011 года Frozenbyte перенесла дату выхода игры на конец лета. Ни разработчик, ни издатель о причине переноса ничего не сообщили.
В августе 2011 года дата выхода была вновь смещена, теперь на декабрь 2011 года. Причиной тому было желание разработчика выпустить игру одновременно на всех заявленных ранее платформах.
В конце октября 2011 года Frozenbyte запустила закрытое многопользовательское бета-тестирование. Принять участие в нём могли только оформившие предзаказ игры в Steam.
1 ноября 2011 года компания Акелла сообщила, что она будет осуществлять локализацию издание игры на территории России и стран СНГ.
25 ноября 2011 года Trine 2 была отправлена в тиражирование (на золото).
Trine 2 была выпущена 7 декабря 2011 года в Steam для персональных компьютеров под Windows и Mac, а также ретейл-издание в России. В этот же день, отвечая на вопросы VG247, Frozenbyte поделилась своими идеями насчёт продолжения. Дополнение к игре выйдет в 2012 году, а его прохождение займет около 4 часов.
Версия для игровой приставки PlayStation 3 появилась 20 декабря 2011 года в PSN, однако она доступна только для американских пользователей. Европейский PSN-релиз был отложен до 2012 года. 21 декабря 2011 года стала доступна версия для Xbox 360.
Игра полностью поддерживает технологию стереоскопического отображения nVidia 3D Vision.

## Дополнения

### Goblin Menace
Дополнение под названием Trine 2: Goblin Menace вышло 7 сентября 2012 года. В нём представили 6 новых уровней, новую историю и несколько костюмов для персонажей, доступных и в оригинальной кампании. Маркетинговый директор Frozenbyte Микаэль Хавери рассказал о нескольких загадках, основанных на свете, воде и низкой гравитации. Дополнение, изначально вышедшее только на ПК, вошло в издание для Nintendo Wii U, которая стала единственной консолью, получившей это дополнение.
7 февраля 2013 года представитель Frozenbyte заявил, что из-за слишком низких продаж версий Trine 2 для Xbox 360 и PlayStation 3, портирование дополнения для этих консолей будет экономически невыгодно, таким образом Goblin Menace вероятно не выйдет для этих консолей.

### Director's Cut

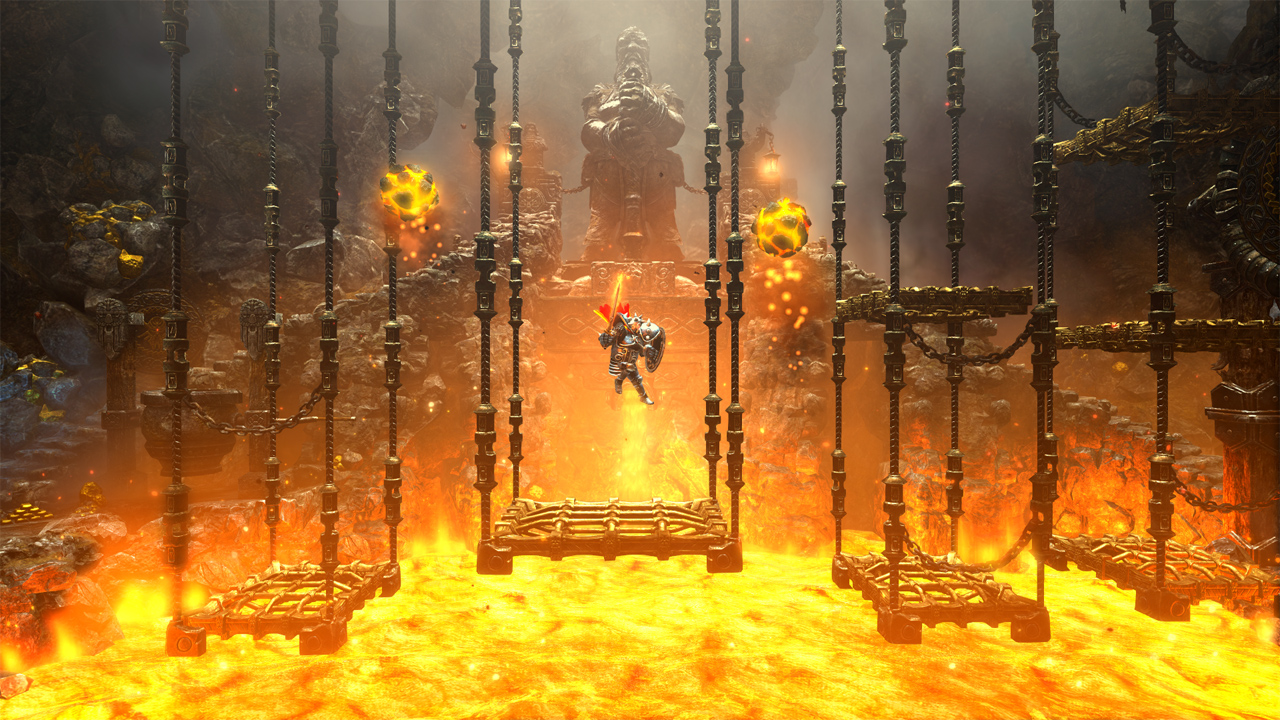
Понтий управляет платформами, свисающими над ямой лавы на бонусном уровне «Гномьи Пещеры»

Дополнение под названием Trine 2: Director's Cut вышло сначала только для Nintendo Wii U и включала в себя Goblin Menace, кроме того там было улучшенное управление, использующее преимущества контроллера Wii U GamePad, а так же новый эксклюзивный уровень «Гномьи Пещеры». Многопользовательский режим «Волшебный Хаос» был в разработке, но был отменён с целью улучшения дополнительного. Director's Cut содержало вариативный выбор схем управления, особенно нужный для многопользовательского режима, который был как локальным, так и сетевым, где игроки кроме Wii U GamePad могли использовать Wii Remotes (и его расширения Nunchuk), Wii U Pro Controllers и даже для Classic Controllers. Дополнительно у Frozenbyte в планах была поддержка Miiverse (социальная сеть для Nintendo's Wii U и Nintendo 3DS) в будущем, по словам Микаэля Хавери «Это открывает различные возможности для интеракции с другими игроками». Кроме того, имели место небольшие исправления. Вышедший 22 января 2014 года, релиз для Wii U стал единственной доступной версией Trine 2 в Японии, под названием Trine 2: Forest of Mystery and the Power of Three. Этот релиз был вежливостью к Nintendo.

### Complete Story
Обновление вышло в Steam 6 июня 2013 года и обновляло версию Trine 2 до Trine 2: Complete Story, если Goblin Menace было приобретено. Это дополнение включало уровень «Гномьи Пещеры», ранее эксклюзивный для Director's Cut версии для Nintendo's Wii U. Кроссплатформенность и версия без DRM защиты появились в Trine 2: Complete Story позже, как часть Humble Indie Bundle 9. The Complete Story впоследствии вышло для PlayStation 4 в 2013 году.
Летом 2018 года, благодаря уязвимости в защите Steam Web API, стало известно, что точное количество пользователей сервиса Steam, которые играли в Trine 2: Complete Story хотя бы один раз, составляет 2 791 654 человека.

## Саундтрек
Саундтрек к Trine 2 был создан композитором Ари Пулккиненом.
| №   | Название                               | Длительность |
| --- | -------------------------------------- | ------------ |
| 1.  | «Trine 2 Main Theme»                   | 2:33         |
| 2.  | «The Story Begins»                     | 2:57         |
| 3.  | «The Mighty Warrior Pontius»           | 1:38         |
| 4.  | «The Mighty Warrior Pontius Part II»   | 1:38         |
| 5.  | «Thieves Guild»                        | 1:45         |
| 6.  | «Mudwater Dale»                        | 3:01         |
| 7.  | «Waltz of the Temple Forest Elves»     | 3:45         |
| 8.  | «Goblins!»                             | 1:12         |
| 9.  | «Mosslight Marsh»                      | 3:31         |
| 10. | «Snake, Oh It’s a Snake!»              | 1:29         |
| 11. | «Petrified Tree»                       | 3:40         |
| 12. | «Goblins! Part II»                     | 1:19         |
| 13. | «Shadowed Halls»                       | 3:45         |
| 14. | «The Lost Court of Mushroom Caves»     | 3:12         |
| 15. | «Hushing Grove»                        | 3:43         |
| 16. | «For the Kingdom!»                     | 1:29         |
| 17. | «Searock Castle»                       | 4:49         |
| 18. | «Eldritch Passages»                    | 3:46         |
| 19. | «Icewarden Keep»                       | 4:01         |
| 20. | «The Giant Dragon»                     | 2:56         |
| 21. | «Trine 2 Main Theme Storybook Version» | 1:30         |

В специальном издании добавлены оркестровые версии композиций: Main Theme и The Giant Dragon.

## Рецензии и оценки игры
| Сводный рейтинг       | Сводный рейтинг                                       |
| Агрегатор             | Оценка                                                |
| --------------------- | ----------------------------------------------------- |
| GameRankings          | ПК: 85,13 % X360: 83,70 % PS3: 82,96 % Wii U: 86,33 % |
| Metacritic            | 85 % (37 обзоров)                                     |
| Иноязычные издания    |                                                       |
| Издание               | Оценка                                                |
| 1UP.com               | B+                                                    |
| ActionTrip            | 8,8/10                                                |
| Edge                  | 7/10                                                  |
| Eurogamer             | 7/10                                                  |
| Game Informer         | 8,75/10                                               |
| GameSpot              | 8,8/10                                                |
| GameSpy               | 4,5/5                                                 |
| GameZone              | 9/10                                                  |
| IGN                   | 9/10                                                  |
| Русскоязычные издания |                                                       |
| Издание               | Оценка                                                |
| «Игромания»           | 8,5/10                                                |
| «Страна игр»          | 8,5/10                                                |

Игровой сайт GameSpy поставил Trine 2 оценку в 4,5 из 5 баллов. Автор рецензии восхищался графикой игры, а также отметил возросшее, в сравнении с первой частью, количество и качество головоломок. К минусам журналист причислил заметный дисбаланс игры в пользу персонажа-мага.
Журналисты IGN.com поставили игре 9 баллов из 10 возможных. Критики положительно отзывались о визуальной составляющей и мультиплеере игры. По мнению автора, многопользовательский режим в значительной мере влияет на сложность головоломок — проходить игру в кооперативе гораздо легче нежели в одиночку.
Журнал Игромания оценил игру в 8,5 из 10 баллов. Автор отметил, что в Trine 2 заметно похорошела графика, а загадки стали изощреннее. К минусам журналист причислил малую продолжительность игры и скучный сюжет.